# Evangelische Kirche Egelsbach

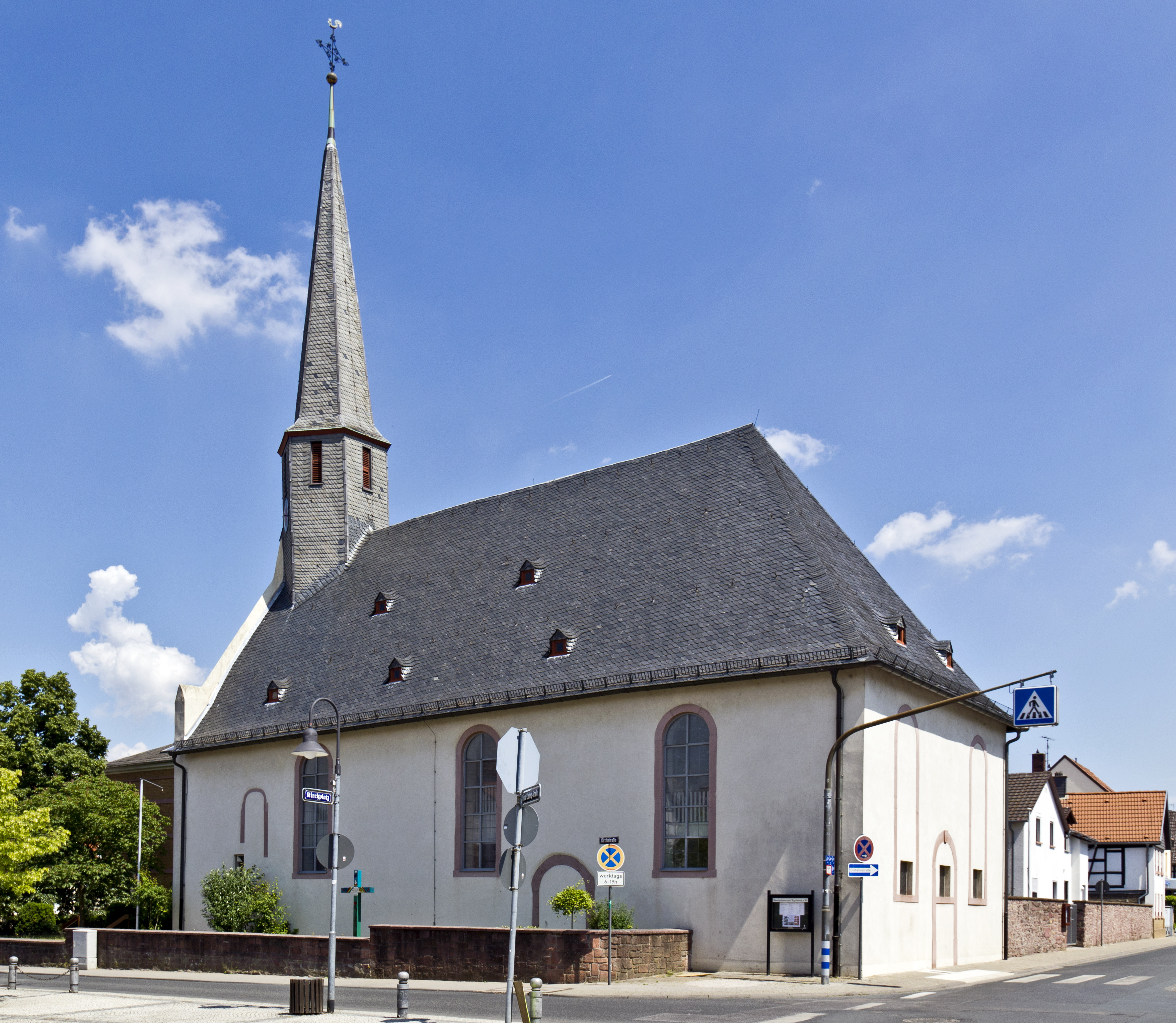
Evangelische Pfarrkirche Egelsbach (2011)

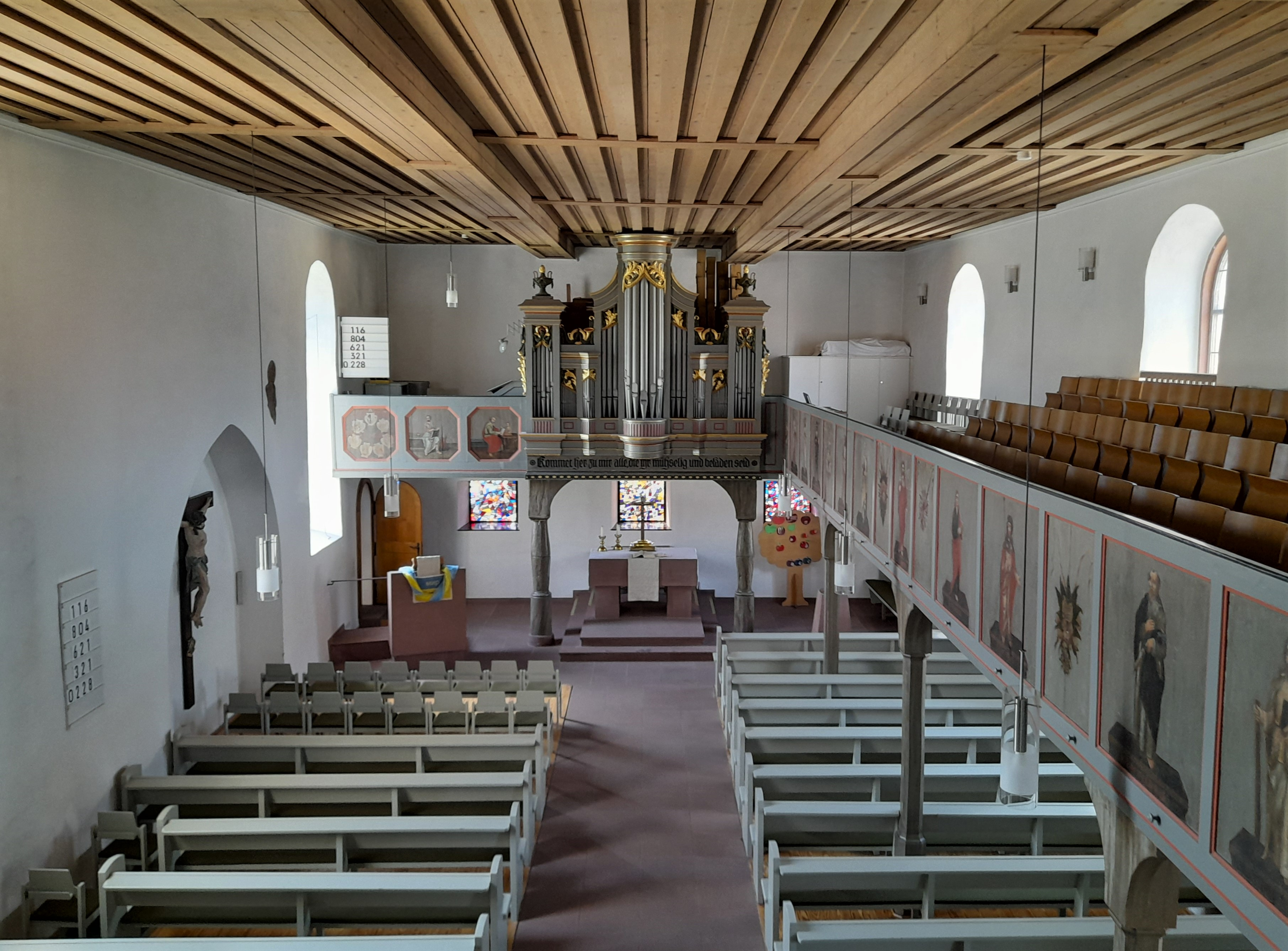
Innenraum der Kirche (2022)

Die Evangelische Kirche Egelsbach ist eine evangelische Kirche in Egelsbach im Landkreis Offenbach in Hessen.

## Architektur und Geschichte
Die Kirche in Egelsbach ist ein verputzter Saalbau mit einem hohen Spitzhelm-Dachreiter und einem Schildgiebel. Sie entstand aus der Erweiterung einer zu ihr quergestellten gotischen Kapelle. Der nördliche Anbau stammt aus dem Jahr 1615, der südliche Anbau von  1751 (nach Entwürfen von Johann Conrad Lichtenberg). Vom Vorgängerbau sind ein Portal mit Gewände aus dem Jahr 1614, der vermauerte Chorbogen und die Chorfundamente erhalten.
Bei einer Renovierung im Jahre 1960 wurde die Ausmalung in Jugendstil-Ornamentik von 1912 – nach einem Entwurf von Friedrich Pützer – entfernt. Zugleich wurden Reste von Fresken (um 1330) sowie eine Kreuztragung (um 1615) freigelegt.
Die Empore ist mit Aposteldarstellungen in den Brüstungsfeldern aus dem Jahre 1751 verziert. Das Kruzifix stammt aus dem Jahre 1698.
Die Orgel aus dem Jahre 1792 ist ein Werk von Christian Ernst Schöler.
Die Kirche von Egelsbach ist wegen ihrer baukünstlerischen und geschichtlichen Bedeutung ein Kulturdenkmal.